# Episodi di How I Met Your Father (prima stagione)
La prima stagione della sitcom How I Met Your Father è stata trasmessa in prima visione negli Stati Uniti d'America sulla piattaforma streaming Hulu dal 18 gennaio 2022.
In Italia la stagione è stata interamente pubblicata su Disney+, come Star Original, l'11 maggio 2022.
Gli attori principali sono: Hilary Duff, Christopher Lowell, Francia Raisa, Suraj Sharma, Tom Ainsley, Tien Tran e Kim Cattrall.
| nº | Titolo originale     | Titolo italiano               | Pubblicazione USA | Pubblicazione Italia |
| -- | -------------------- | ----------------------------- | ----------------- | -------------------- |
| 1  | Pilot                | Come ho conosciuto tuo padre  | 18 gennaio 2022   | 11 maggio 2022       |
| 2  | FOMO                 | Al Fomo                       | 18 gennaio 2022   | 11 maggio 2022       |
| 3  | The Fixer            | Il sistema coppie             | 25 gennaio 2022   | 11 maggio 2022       |
| 4  | Dirrty Thirty        | Festa di compleanno           | 1º febbraio 2022  | 11 maggio 2022       |
| 5  | The Good Mom         | La brava mamma                | 8 febbraio 2022   | 11 maggio 2022       |
| 6  | Stacey               | Stacey                        | 15 febbraio 2022  | 11 maggio 2022       |
| 7  | Rivka Rebel          | Il Bar Mitzvah di Rivka Rebel | 22 febbraio 2022  | 11 maggio 2022       |
| 8  | The Perfect Shot     | Lo scatto perfetto            | 1º marzo 2022     | 11 maggio 2022       |
| 9  | Jay Street           | Jay Street                    | 8 marzo 2022      | 11 maggio 2022       |
| 10 | Timing Is Everything | Il tempismo è tutto           | 15 marzo 2022     | 11 maggio 2022       |

## Come ho conosciuto tuo padre
- Titolo originale: Pilot
- Diretto da: Pamela Fryman
- Scritto da: Isaac Aptaker, Elizabeth Berger, Carter Bays, Craig Thomas e Emily Spivey

### Trama
Nell'anno 2050, un'adulta Sophie chiama il figlio per raccontargli la storia di come ha conosciuto suo padre.
Nel 2022 la ragazza mentre si reca ad un appuntamento con Ian, un ragazzo appena conosciuto, fa la conoscenza di Jesse e del suo miglior amico, Sid. L'appuntamento tra Ian e Sophie sembra andare bene, ma il ragazzo rivela alla giovane che dovrà trasferirsi in Australia per lavoro e che sarebbe partito la sera stessa. I due allora si dicono addio.
Dopodiché, Sophie torna nel suo appartamento che condivide con la sua migliore amica, Valentina. Quest'ultima dice all'amica che adesso nell'appartamento vive anche Charlie, un ragazzo conosciuto a Londra. Sophie capisce di aver sbagliato con Ian, ma quando prende il telefono per chiamarlo si accorge di averlo scambiato con quello di Sid. Arrivati al bar, Sophie riprende il suo telefono dopo che Sid ha chiesto ad Hannah, la sua ragazza, di fidanzarsi.
Nel frattempo Valentina e Charlie fanno amicizia con Ellen, la sorella adottiva di Jesse. Durante la serata Hannah riceve una telefonata e parte subito a Los Angeles, mentre Sophie decide di recarsi all'aeroporto per parlare con Ian. Il gruppo di amici, dopodiché, decide di passare la serata nell'appartamento di Sid che si scopre essere quello dove vivevano prima Ted, Marshall e Lily.
- L'episodio è dedicato a Bob Saget scomparso il 9 gennaio 2022.
- Guest star: Daniel Augustin (Ian), Ashley Reyes (Hannah), Leighton Meester (Meredith).

## Al Fomo
- Titolo originale: FOMO
- Diretto da: Pamela Fryman
- Scritto da: Isaac Aptaker e Elizabeth Berger

### Trama
Mentre Sophie fatica ad accettare la partenza di Ian, Valentina si sente soffocata dalla costante presenza di Charlie. Per questo invita tutti gli amici in un nuovo club chiamato FOMO nel tentativo di far conoscere nuove persone all'ex ragazzo. Durante la serata Jesse invita Sophie a parlare in un'altra stanza, ma lei rimane tutto il tempo a pensare a Ian.
In seguito Valentina molla Charlie e Sophie si scusa con Jesse, ribadendo che sarebbero rimasti solo amici.

## Il sistema coppie
- Titolo originale: The Fixer
- Diretto da: Kimberly McCullough
- Scritto da: Dan Levy

### Trama
Sophie scatta alcune foto a Jesse da inserire nel suo profilo di incontri, ma durante gli scatti fa la conoscenza del vicepreside della scuola in cui insegna Jesse, Drew. Al pub Sophie invita Jesse a parlare con una ragazza, che però lo riconosce a causa del suo video virale. Più tardi il ragazzo confessa a Sophie che Drew gli ha chiesto il suo numero, questa lo chiama e accetta il suo invito per un appuntamento.
Nel frattempo, Charlie inizia a cercare un nuovo alloggio, chiedendo dapprima ad Ellen di diventare coinquilini, ma dopo aver combattuto per un appartamento, i due decidono di andare a vivere insieme. Intanto Sid e Hannah cercano disperatamente di mantenere vivo il loro rapporto nonostante la relazione a distanza.
- Guest Star: Josh Peck (Drew), Michael Barbaro (sé stesso), Ashley Reyes (Hannah)

## Festa di compleanno
- Titolo originale: Dirrty Thirty
- Diretto da: Pamela Fryman
- Scritto da: Amelie Gillette

### Trama
Sophie e Drew si incontrano per un appuntamento, dove lei lo invita alla sua festa di compleanno. Consapevole della sua maturità, Sophie cerca di impressionarlo cambiando il tema della festa dal video musicale di Christina Aguilera Dirrty a un "cocktail party". Più tardi lei ammette a Drew di essere gelosa della sua maturità, e lui risponde affermando di sentirsi come se avesse perso la sensazione di essere giovane e pazzo. Alla fine della festa i due si baciano.
Nel frattempo Jesse ed Ellen cercano di recuperare il tempo perduto come fratelli, ma scoprono di non conoscersi per nulla, per questo Jesse si scusa e giura di provare a farsi perdonare.
- Guest Star: Josh Peck (Drew)

## La brava mamma
- Titolo originale: The Good Mom
- Diretto da: Morenike Joela Evans
- Scritto da: Christopher Encell

### Trama
La madre di Sophie, Lori, arriva in città e invita la figlia ad incontrare il suo nuovo fidanzato, Ash. Dopo averlo conosciuto, Sophie pensa che finalmente sua madre possa aver trovato un bravo ragazzo, prima che Valentina gli dica di aver visto la madre baciare il tour manager del ragazzo. In seguito Sophie parla con sua madre, che rivela che il problema era lei e non i suoi compagni.
Nel frattempo, Charlie decide di voler aiutare le persone ad affrontare i loro problemi e così cerca di aiutare Jesse e Sid a superare i loro traumi passati. Intanto Ellen incontra Rachel, la nipote di una vicina da poco deceduta, mentendo sul fatto di conoscerla. Quando Charlie le dice erroneamente che la vicina deceduta non ha avuto figli, Ellen accusa la ragazza di essere una truffatrice,  ponendo di fatto fine all'appuntamento.
- Guest Star: Josh Peck (Drew), Paget Brewster (Lori), Leighton Meester (Meredith), Mason Gooding (Ash), Aby James (Rachel)

## Stacey
- Titolo originale: Stacey
- Diretto da: Phill Lewis
- Scritto da: Donald Diego

### Trama
Sid e Hannah invitano Drew e Sophie a un weekend fuori città. Arrivati in hotel, Sophie scopre che Drew è stato lì con la sua ex fidanzata Stacey, anche se lui afferma di non esserci mai stato. Durante la cena Sid rivela di aver comprato il bar senza aver consultato Hannah. Sophie invia per errore le prove della bugia di Drew a Stacey, che lo dice all'ex ragazzo. I due più tardi si chiariscono, così come. Sid e Hannah.
Nel frattempo il resto del gruppo partecipa a una cena da Charlie ed Ellen. Qui quest'ultima cerca di nascondere che Mia, una ragazza appena conosciuta da Jesse, è stata a letto con lei. Tuttavia, Mia lo ammette e Jesse rompe con la ragazza. Intanto Charlie si irrita nel mentre che Valentina parla dei suoi ex, rispondendo che anche lui ha avuto tante ex in diversi Stati. Valentina, delusa dal ragazzo, se ne va. Alla fine della serata Charlie va nel suo appartamento per scusarsi e dichiara di amarla, e anche lei ricambia.
- Guest Star: Josh Peck (Drew), Ashley Reyes (Hannah), Matt Letscher (Grant), Margo Harshman (Mia)

## Il Bar Mitzvah di Rivka Rebel
- Titolo originale: Rivka Rebel
- Diretto da: Kelly Park
- Scritto da: Karen Joseph Adcock e Ria Sardana

### Trama
Sophie viene incaricata di scattare alcune fotografie a un Bar Mitzvah. Porta Valentina come sua assistente, ma Rivka, la festeggiata, rifiuta di posare per qualsiasi foto. Quest'ultima con le sue amiche ruba della droga dalla borsa di Valentina, ma Sophie e Valentina si accorgono che i farmaci sono falsi, e usano questo fatto per convincere Rivka a posare. Le foto impressionano la madre di Rivka, che si offre di guardare la migliore foto di Sophie.
Nel frattempo, Jesse e Sid si chiudono nel loro appartamento per lavorare. Nel corso della serata Sid rivela che sta avendo problemi a pianificare il suo matrimonio perché la sua famiglia è in India, mentre Jesse si lamenta della sua mancanza di ispirazione dopo che Meredith lo ha lasciato. Charlie riceve una brutta recensione di Yelp, e scopre che è stata Ellen, che ammette la sua gelosia per la sua vita sentimentale e il suo successo.
- Guest Star: Ava Kolker (Rivka), Tessa Auberjonois (Naomi).

## Lo scatto perfetto
- Titolo originale: The Perfect Shot
- Diretto da: Lynda Tarryk
- Scritto da: Jeremy Roth

### Trama
Drew invita tutti a un'asta scolastica, mentre Valentina, dopo una discussione con il suo capo, ruba una borsa costosa. Prima dell'evento Sophie si rompe un dente e Jesse la accompagna da un dentista, ma durante il tragitto l'auto si blocca e il dente si rompe nuovamente; proprio in questo momento Sophie decide di scattare la fotografia perfetta mentre il ragazzo ripara la macchina. Drew rivela a Sophie di aver offerto a Jesse un lavoro da insegnante a tempo pieno, perché crede che il suo sogno di diventare un musicista sia irrealizzabile e lei ribatte chiedendo se pensa la stessa cosa anche del suo sogno, e lui ammette che pensa che sia arrivato il momento per lei di cercarsi un lavoro stabile. Più tardi Sophie parla a Jesse della diatriba con Drew, e alla fine si baciano.
Nel frattempo, Meredith ritorna per parlare con Jesse, rivelando di aver scritto un nuovo singolo sull'ex ragazzo.
- Guest Star: Josh Peck (Drew), Dan Bucatinsky (Fred), Leighton Meester (Meredith)

## Jay Street
- Titolo originale: Jay Street
- Diretto da: Pamela Fryman
- Scritto da: Ama Quao e Ally Thibault

### Trama
Sophie e Jesse hanno un appuntamento. Più tardi il ragazzo incontra Meredith, che si rammarica per averlo lasciato, offrendogli di partecipare al suo tour. Sophie va a casa di Drew per rompere con lui, ma anche i suoi genitori sono lì, e rivelano al figlio di essere coinvolti in uno scandalo economico, facendo pressioni sulla ragazza affinché non lasci il figlio. Tuttavia, lei lo molla. Più tardi la proprietaria della galleria la chiama per dirle che la sua foto verrà esposta.
Nel frattempo il capitano tradisce sua moglie. Al bar, Charlie tenta di convincere gli amici a guardare una partita di calcio con lui. Sid e Hannah cercano di pianificare il loro matrimonio, ma quando questo afferma che il bacio tra Jesse e Sophie si tratti di "buon tradimento", Hannah si arrabbia. Più tardi si riappacificano, e lei rivela che dovrà restare un altro anno in California. Dopo la fine della partita, Charlie ammette di avere nostalgia di casa e per questo Valentina decora l'appartamento a tema Regno Unito per rallegrarlo.
- Guest Star: Josh Peck (Drew), Kyle MacLachlan (George "Il capitano" Van Smoot), Ashley Reyes (Hannah), Leighton Meester (Meredith), Laura Bell Bundy (Becky), Phil Abrams (Lou), Tessa Auberjonois (Naomi), Joely Fisher (Sue)

## Il tempismo è tutto
- Titolo originale: Timing Is Everything
- Diretto da: Pamela Fryman
- Scritto da: Isaac Aptaker e Elizabeth Berger

### Trama
Sophie e Jesse hanno il loro primo appuntamento e vanno a letto insieme; nel sonno, lui le sussurra di amarla, cosa che manda la ragazza nel panico. Quando Sophie glielo rinfaccia, Jesse dice di aver rinunciato ad andare in tour con Meredith perché, in effetti, lui la ama: lei però gli dice di non mandare all'aria il suo sogno in nome di una relazione appena iniziata; questo fa infuriare Jesse, che la scaccia. Sophie si reca allora al bar sotto casa di Jesse, il MacLaren's, dove incontra per caso Robin Scherbatsky: la donna la incoraggia a non farsi condizionare dalla paura. Quando Sophie torna di sopra, tuttavia, scopre Jesse che bacia Meredith: Robin le dice allora che "il tempismo è tutto".
Intanto Sid e Hannah decidono di sposarsi in comune e investire il denaro nella loro relazione a distanza; Valentina e Charlie si lasciano perché lui non è intenzionato ad avere figli, mentre lei vorrebbe averne; Ellen invece incontra di nuovo Rachel, e le due decidono di frequentarsi.
Sophie si reca alla mostra fotografica dov'è esposta la sua foto di Jesse; lì viene raggiunta da Valentina, Charlie, Sid, Hannah ed Ellen, che le raccontano tutte le novità. Mentre sta aggiornando Valentina, Sophie vede nella folla Ian, tornato a sorpresa dall'Australia.
- Guest Star: Cobie Smulders (Robin Scherbatsky), Kyle MacLachlan (George "Il capitano" Van Smoot), Ashley Reyes (Hannah), Joe Nieves (Carl), Daniel Augustin (Ian), Leighton Meester (Meredith), Laura Bell Bundy (Becky), Aby James (Rachel), Lindsey Kraft (Lisa)